# دييغو فيريرا ماتيوس
دييغو فيريرا ماتيوس هو لاعب كرة قدم برازيلي في مركز الدفاع، ولد في 26 فبراير 1996 في نيتيروي في البرازيل. لعب مع نادي تشياباس.

## وصلات خارجية
- دييغو فيريرا ماتيوس على موقع قاعدة بيانات كرة القدم.إي يو (الإنجليزية)
- دييغو فيريرا ماتيوس على موقع Soccerway.com (الإنجليزية)